# Rogeria creightoni

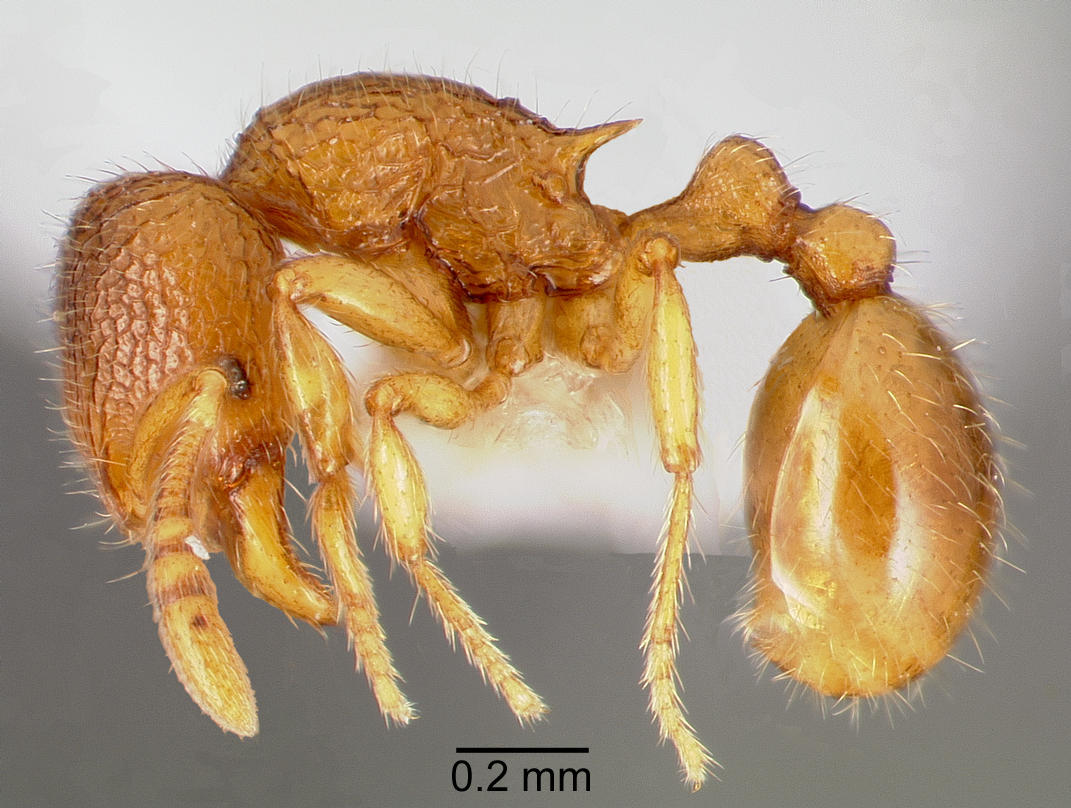
Rogeria creightoni, сбоку

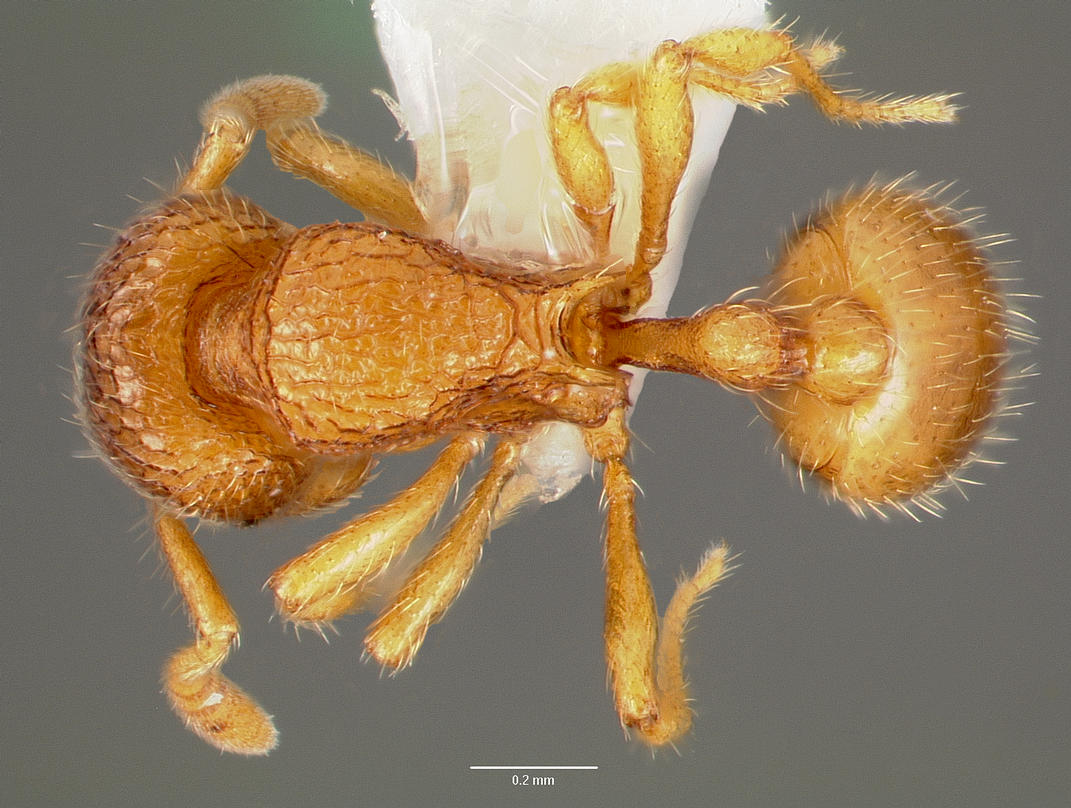
Rogeria creightoni, сверху

Rogeria creightoni (лат.) — вид муравьёв рода Rogeria из подсемейства мирмицины (Myrmicinae, Solenopsidini). Неотропика. Видовое название дано в честь мирмеколога Уильяма Стила Крейтона (William Steel Creighton, 1902-1973), автора первого крупного обзора муравьёв Северной Америки.

## Распространение
Встречаются в Центральной и Северной Америке: от южного Техаса (США) до Панамы. В Мексике встречаются на высоте до 1500 м, а в Коста-Рике на уровне моря.

## Описание
Мелкие земляные муравьи желтовато-коричневого цвета. Длина тела около 3 мм (от 2,4 до 3,5 мм). Отличается от близких видов следующими признаками: ровной дозальной поверхностью груди (метанотум не прерывает контур профиля мезосомы), бока головы морщинисто-сетчатые. Рабочие мономорфные. Заднегрудка с острыми проподеальными шипиками. Усики длинные 12-члениковые, булава 3-члениковая (апикальный членик длинный, равен по длине двум предшествующим сегментам булавы). Жвалы рабочих с 5—7 зубцами. Нижнечелюстные щупики 3-члениковые, нижнегубные щупики состоят из 2 сегментов. Усиковые бороздки отсутствуют. Клипеус двукилевидный. Глаза мелкие (около 10 фасеток), расположены в переднебоковой части головы. Голова шире в задней части; затылочные края округлые. Грудь сверху ровная, без швов. Антеровентральные края пронотума угловатые или с зубчиками. Метанотальная бороздка отсутствует. Голени средних и задних ног без апикальных шпор. Стебелёк между грудкой и брюшком состоит из двух сегментов (петиоль + постпетиоль). Петиоль с развитым стебельком и узелком. Куколки голые (без кокона). Жало развито.

## Биология
Один из самых экологически пластичных и широко распространённых видов своего рода. Тем не менее, его биология остаётся малоисследованной, имеются лишь отрывочные сведение об экологических особенностях мест обитания. Муравьи Rogeria creightoni имеют широкие экологические преференции и были обнаружены как во влажном, так и в сухом климате. Гнезда и муравьи были найдены в акациевой саванне, в прибрежных лесах, в пальмовом лесе, тропическом и сосново-дубовом лесах, зарослях цекропии и на плантации какао. Большинство из них были взяты из подстилочного листового слоя. Некоторые образцы из Белиза находились под гнездом термитов, другой в орхидеях.

## Классификация и этимология
Вид был впервые описан в 1973 году американским гименоптерологом Роем Снеллингом (Roy R. Snelling, 1934—2008; Лос-Анджелесский музей естественной истории, Лос-Анджелес, США). Включён в состав видовой группы creightoni species group. Видовой статус был подтверждён в ходе ревизии в 1994 году американским мирмекологом Charles Kugler (Radford University, Радфорд, Виргиния, США). Этот вид назван в честь Уильяма Стила Крейтона (William Steel Creighton, 1902-1973; Department of Biology, City College New York), крупного американского мирмеколога.